# 財田温泉
財田温泉（たからだおんせん）は、北海道虻田郡洞爺湖町にある温泉。

## 泉質
- カルシウム・ナトリウム - 硫酸塩・塩化物泉（旧泉質名：含食塩 - 石膏泉）
  - 源泉温度51.2℃、湧出量 600L/min（動力揚湯）[1]

## 歴史・温泉地
かつては観音温泉と呼ばれていた。
2004年（平成16年）3月、財田温泉「湖岸の家　癒しの郷」としてリニューアルオープンした。内風呂と露天風呂を備えた源泉掛け流し温泉だったがその後廃業した。
2009年（平成21年）5月より、福祉法人の研修センター「財田の杜」として使用されており、一般客の温泉利用は出来ない。

## アクセス
- 鉄道 : 室蘭本線伊達紋別駅から車で30分。